# Berlandiella polyacantha
Berlandiella polyacantha es una especie de araña cangrejo del género Berlandiella, familia Philodromidae. Fue descrita científicamente por Mello-Leitão en 1929.

## Distribución
Esta especie se encuentra en Brasil.